# Собічевський Василь Тарасович
Васи́ль Тара́сович Собіче́вський (рос. Василий Тарасович Собичевский; * 1838 — † 1913) — російський учений у галузі лісівництва.

## Біографія
1855 року закінчив зі срібною медаллю Кам'янець-Подільську гімназію .
Навчався в Києві в університеті святого Володимира. 1859 року здобув ступінь кандидата фізико-математичних наук.
Після закінчення «спеціального курсу лісівництва» в лісовому та межовому інституті 1861 року надано чин поручика корпусу лісничих і відряджено в Німеччину, Австрію, Францію та Швейцарію для вивчення лісових наук і лісової адміністрації.
1864 року призначено викладачем лісової таксації та лісовпорядкування в лісовій академії. 1865 року переведено ординарним професором кафедри лісової таксації та лісовпорядкування в Петровській землеробській і лісовій академії. В академії пропрацював 16 років.
У 1881—1887 роках був директором Санкт-Петербурзького лісового інституту. Далі призначено на посаду при міністрі державного майна та з 1888 року членом лісового спеціального комітету.